# Pupezeni
Pupuzeni – wieś w Rumunii, w okręgu Gałacz, w gminie Bălășești. W 2011 roku liczyła 240 mieszkańców.